# EuroBasket de 1965
O EuroBasket 1965 também conhecido por FIBA Campeonato Europeu de 1965 foi a décima quarta edição do EuroBasket, evento regional organizado pela FIBA Europa. O evento que foi sediado em Moscovo e Tbilisi, sendo o primeiro EuroBasket com mais de uma sede.

## Sedes
| Moscovo                        | Moscovo TbilisiEuroBasket de 1965 (Europa) | Tbilisi                          |
| Palácio dos Desportos Luzhniki | Moscovo TbilisiEuroBasket de 1965 (Europa) | Palácio dos Desportos de Tbilisi |
| Capacidade: 13.700             | Moscovo TbilisiEuroBasket de 1965 (Europa) | Capacidade: 9.700                |
|                                | Moscovo TbilisiEuroBasket de 1965 (Europa) |                                  |